# Ricardo Espinosa Osete
Ricardo Sánchez Lorenzo, más conocido como Ricardo Espinosa Osete, (Pozoblanco, España, 7 de junio de 1925 - Lérida, España, 17 de octubre de 1978) fue un actor y empresario español, heredado de sus padres, durante unos de los múltiples viajes de sus padres Julia Osete y Ricardo Espinosa por toda la geografía española, representando con compañías propias numerosas obras de teatro en una de las cuales, titulada Ovación y oreja, debuta a la temprana edad de 7 años.
Un gran actor cómico, 46 años de escenarios.

## Biografía
En un estudio titulado La cartelera teatral en Logroño 1936-1939 de Mª Isabel Martínez López (Universidad de La Rioja) se cita lo siguiente: «El niño de 12 años Ricardito Espinosa solía participar como declamador de poesía en el fin de fiesta o en los entreactos de las funciones de la Compañía de comedias cómicas Osete-Espinosa, que actuó en el Teatro Moderno en abril de 1938, y también formó parte del elenco de alguna de las obras representadas, como “Mi abuelita la pobre”».
El apellido “Espinosa” fue de gran tradición en el mundo del teatro pues abarca cinco generaciones conocidas desde finales del siglo XIX, con tatarabuelos, bisabuelos, abuelos, padres e hijos. Las Compañías de Teatro Ricardo Espinosa -  Julia Osete fueron incluso vivero de otros grandes actores de la escena española como Antonio Garisa, María Teresa Pozón, Carmen Porcel, etc.
En el Teatro Pavón de Madrid actuó en la obra Pasión y muerte de Nuestro Señor Jesucristo o La Pasión en 1-4-1953 , representada con una espectacular caracterización de Jesucristo que causó gran sensación para el público y el mundo del teatro y la cultura de la época.
Ricardo Espinosa falleció, como se dice vulgarmente, “con las botas puestas” en Lérida el 17 de octubre de 1978 a la edad de 53 años, en accidente de autocar cuando se dirigía a representar la comedia titulada Con quien me acuesto esta noche en la compañía de revistas de Matías Colsada y con la dirección de Quique Camoiras, que ese fatídico día decidió afortunadamente no viajar en el autocar de la compañía y realizar el viaje en su propio coche, salvándose de esta forma del fatal accidente, pues el único fallecido, Ricardo Espinosa, viajaba en el asiento primero delantero del lado derecho, junto al conductor, asiento reservado para el primer actor de la Compañía que en esos momentos era Quique Camoiras.
Pocos días después de su muerte, concretamente el 15 de noviembre de 1978 los compañeros de profesión le tributan un multitudinario y merecido homenaje en el Teatro La Latina de Madrid, organizado con mucho cariño y dedicación por Florinda Chico, Quique Camoiras y especialmente por estupendas personas y grandísimas estrellas del séptimo arte como Fernando Esteso y Andrés Pajares con la asistencia de otros grandes actores y actrices de ese momento, con un enorme éxito de público, colgándose el tan esperado en el mundo del teatro cartel de “No hay billetes”.
En el homenaje a Ricardo Espinosa actuaron y participaron:
Lina Morgan, Luis Cuenca, Tania Doris, Eugenia Roca, Fernando Esteso,
Norma Duval, Franz Johan, Fernando Valverde, Manuel Zarzo, María José Cantudo, Ángel de Andrés, Mercedes Vecino, Ismael Merlo, Emilio Laguna, 
Tony Soler, Eloy Herrera, Marisa Medina, Vicente Parra, Amparo Baro, Arturo Fernández, Pedro Osinaga, Ana María Vidal, Guillermo Marín, Esperanza Roy, Ricardo Merino, Elena María Tejeiro, Aurora Redondo, Lola Herrera,
Rafaela Aparicio, Pepe Rubio, Víctor Valverde, Maruchi Fresno, 
Mari Paz Ballesteros, Mary Begoña, Perla Cristal, Tony Leblanc, Quique Camoiras, María Rosa, Andrés Pajares, Luis Barbero, Florinda Chico, 
Juanito Navarro, Adrián Ortega, Paquito de Osca, Jesús Guzmán, Tito Medrano, Vicky Lusson, Manolito Díaz, Alfonso Lusson, Tina Sainz, Juan Diego, 
Pepín Salvador, Vicky Lagos, Andrés Resino, Antonio Garisa, Enrique Cornejo,  Empresa Zori-Santos, Manolo Codeso-Pontiroli, Lilian Lix, Bigote Arrocet, Empresa Muñoz Lusarreta, Valeriano Andrés, Pilar Laguna, Susana Mayo, De Raimond, Antonio de Olano, Mercedes Vecino, Paco Cambres, Charo Soriano, Carmen Maura, Tina Sainz, Isabel María Pérez, Empresa Colsada, etc.
Especialmente emotivo fue el momento en el que el conocidísimo actor Fernando Esteso le dedicó la canción Cuando un amigo se va de Alberto Cortez, depositando acto seguido una rosa roja en el escenario del Teatro de La Latina, tantas veces testigo de las actuaciones del fallecido.
En 1947, fruto de la relación con Francisca Giménez Novillo, también actriz, nace su primer hijo, Luis Giménez Novillo. El 31 de enero de 1952 contrajo matrimonio con la también actriz María Teresa González Pérez, siendo testigos de la boda Carmen González Pérez y el actor y empresario de teatro Luis B. Arroyo. Después de la ceremonia se celebró una espectacular fiesta en los salones del Palacio del Marqués de Gaviria de la calle Arenal 9, Madrid.
Fruto del matrimonio de Ricardo y María Teresa nacen sus hijos Ricardo y José Carlos, también actores con múltiples apariciones en cine, teatro y televisión de mediados de los 70 y principios de los 80, como por ejemplo en Guerreras verdes, Las truchas, Eva, limpia como los chorros del oro, Los pecados de una chica casi decente, Los maniáticos, La barraca, Curro Jiménez, Los peces rojos, Medea, Macbeth, etc.

## Teatro
Intervino, entre otras, en las siguientes obras de teatro:
- Ovación y oreja en su debut, en la compañía de sus padres. en 1933.

- Mi abuelita la pobre en abril de 1938 en el Teatro Moderno de Logroño.

- Que lástima de hombre en 1-2-1940.

- La venganza de Don Mendo en 1941.

- La chica del gato en 30-8-1941 con Ana María Noé en el Teatro Romea.

- La locura de Don Juan en 30-1-1942 en el Teatro Góngora de Córdoba.

- Su desconsolada esposa en 31-1-1942 en el Teatro Cine Góngora de Córdoba.

- Un lío padre o un padre de lío 1-2-1942 en el Teatro Cine Góngora de Córdoba.

- Compadre de mi alma 2-2-1942 en el Teatro Cine Góngora de Córdoba.

- Don Bartolo en 4-2-1942 en el Teatro Cine Góngora de Córdoba.

- Es peligroso asomarse al exterior en 10-5-1942 en el Teatro Calderón.

- La sobrina del cura en 14-1-1944

- Gente menuda en 26-1-1944

- Yo quiero en 27-1-1944

- Los marqueses de Matute en 13-5-1944 en el Teatro Lope de Vega de Valladolid.

- El tío catorce en 14-5-1944 en el Teatro Lope de Vega de Valladolid.

- Una cara dura el 7-6-1944 en el Teatro Cervantes de Sevilla.

- El verdugo de Sevilla 8-7-1944 en el Teatro Cervantes de Sevilla.

- ¿Quien te quiere a ti? en 2-2-1946 con José Orjas en el Teatro Poliorama.

- El Padre Pitillo en 26-4-1946  (Espinosa Padre e Hijo) en el Teatro Alcázar.

- Luces de Madrid en 1947 con Trudi Bora en el Circo Price.

- La estrella de Egipto de 10-9-1947 a 2-2-1948 con Celia Gámez en el Teatro Alcázar.

- Las siete llaves en 4-4-1950 en el Teatro Calderón con Celia Gámez.

- Yola en 13-5-1950 en el Teatro Calderón con Celia Gámez.

- Armando Gresca en 1951.

- Los babilonios en 9-1-1951 con Juanito Navarro en el Teatro Principal de Alicante.

- Gran Turismo en 11-1-1951 en el Teatro Principal de Alicante.

- Luna de miel en El Cairo en 1-3-1951 en el Teatro Romea.

- Los caballeros en 30-11-1951 en el Teatro Principal de Alicante.

- De donde vienes Manolo en 1-12-1951 en el Teatro Principal de Alicante.

- Las de Caín en 6-12-1951 en el Teatro Pérez Alonso de La Bañeza.

- La venganza de Don Mendo en 19-2-1952 en el Teatro Beatriz.

- Luna de miel para cuatro en 10-7-1952 en el Teatro Calderón.

- Pasión y muerte de Nuestro Señor Jesucristo o La Pasión en 1-4-1953.

- Poker de damas en 4-4-1953 en el Teatro Romea de Barcelona.

- Poker de damas en 4-6-1953 en el Teatro Principal de Alicante.

- Tontita en 1955 en el Teatro La Latina.

- Tontita en 13-1-1955 en el Teatro Apolo.

- Tontita en 5-11-1955 en el Teatro Fuencarral con Alfonso del Real y Raquel Daina.

- Maridos odiosos en 1955 en el Teatro Martín de Madrid con Queta Claver y Manolo Gómez Bur.

- La blanca doble en 15-2-1955 en el Teatro La Latina.

- La blanca doble en 28-11-1955 en el Teatro Principal de Alicante.

- La chacha Rodríguez y su padre en 19-10-1956 estreno en el Teatro Martín de Madrid.

- La chacha Rodríguez y su padre en 27-9-1957 con Queta Claver en el Teatro Principal.

- La chacha Rodríguez y su padre en 4-6-1958 Teatro Isabel la Católica de Granada.

- La chacha Rodríguez y su padre en 1-10-1958 también el Teatro Principal de Alicante

- Quien me compra un lío en 1966 en el Principal de Zaragoza con Nita Andreu y Alberto Agudin.

- La blanca doble en 1966. Reposición en el Teatro Alcázar en 7-6-1966.

- Las noches de Herodes en 9-1-1966 en el Teatro Principal de Alicante con Katia Loritz.

- Y esta noche ¿qué? en mayo de 1967 en el Teatro Calderón de Madrid con Luis Barbero.

- Las sospechosas en 28-10-1967 con Queta Claver y Quique Camoiras.

- Las siete niñas de Écija en 16-5-1968 en el Teatro San Fernando de Sevilla.

- Las siete niñas de Écija  en 30-5-1968 en el Teatro Duque de Rivas de Córdoba.

- Curvas peligrosas en 25-10-1968 en el Teatro Principal de Alicante con Addy Ventura.

- Una mujer para todos en 11-9-1969 en el Teatro Calderón de Madrid.

- El refugio en 10-12-1970 en el Teatro Alcázar de Madrid con Antonio Garisa.

- No juguemos con los cuernos en 19-4-1972 Teatro Duque de Rivas de Córdoba.

- Los ladrones están de moda estreno en 5-11-1972 con Antonio Garisa. Teatro Alcázar.

- Esta noche no se duerme en 18-6-1973 en el Gran Teatro de Córdoba.

- El divorcio no es negocio en 1973 con Violeta Montenegro, Eva Sorel, Manena Algora.

- Esta noche no se duerme en 3-7-1973 en el Teatro Carrión de Valladolid.

- Chao Don Antonio Barracano en 10-9-1974 en el Teatro Carrión de Zamora.

- Chao Don Antonio Barracano  en 27-9-1974 Teatro Alcázar con Antonio Garisa.

- Las noches de Eva y Eva al desnudo en 1974 y 1975 con Vicky Lusson en La Latina.

- Venus de fuego en 11-4-1976 en el Teatro Principal de Alicante con Quique Camoiras.

- El desnudo de Venus o Venus erótica en 16-4-1976 en La Latina con Vicky Lusson y Quique Camoiras

- Erótica en 27-5-1977 de Matías Colsada en La Latina con Quique Camoiras, Eva Sorel y Lidia Moreno.

- Con quien me acuesto esta noche en 28-12-1977 en La Latina con Quique Camoiras

- Con quien me acuesto esta noche en 5-5-1978 en el Teatro Apolo de Barcelona con Quique Camoiras

- Quien me compra un lío en 1966 en el Teatro Principal de Zaragoza.

- La oca en el Teatro Beatriz.

- La tela en el Teatro Beatriz.

- De donde vienes Manolo en el Teatro Beatriz.

- Sevillana en el Teatro Beatriz.

- El verdugo de Sevilla en el Teatro Beatriz.

## Televisión
En el año 1974 interviene en la exitosa serie de Televisión Española Los maniáticos, en la que actúa junto a su hijo Ricardo. También apareció en la serie El Pícaro con Fernando Fernán Gómez; en Estudio 1 (Viva lo imposible, en febrero de 1973 con Ismael Merlo); etc.